# خالد أبو اليزيد البلتاجي
خالد أبو اليزيد البلتاجي مترجم مصري، يترجم من العربية إلى التشيكية والسلوفاكية والعكس، وأستاذ اللغة التشيكية بقسم اللغات السلافية وآدابها بكلية الألسن جامعة عين شمس. حصل على درجة الليسانس في اللغة التشيكية من كلية الألسن، جامعة عن شمس 1987. وعلى دبلوم معادل للماجستير في الترجمة التحريرية والفورية من الجامعة ذاتها عام 1993، وأعقبها بدرجة الدكتوراه في اللغة التشيكية وعلومها من كلية الفلسفة بجامعة تشارلز بالجمهورية التشيكية عام 1997 وموضوعها وجهة الفعل والزمن في اللغة العربية واللغة التشيكية، دراسة تقابلية. عمل أستاذًا زائرًا في كية الآداب بجامعة كومنسكيهو في براتسلافا، سلوفاكيا في المدة من 2005 وحتى 2008.

## الترجمات
- الخلود، ميلان كونديرا، المركز القومي للترجمة، 2003 (رواية، عن التشيكية)
- كتاب "سر الأهرام"، ميروسلاف فرنر، المركز القومي للترجمة، 2004 (دراسة في علم المصريات، عن التشيكية)
- شارك في إعداد عددين من جريدة أخبار الأدب حول الأدب السلوفاكي، 2007 و 2008
- خلف طاحونة الجبل" - ميلو أوربان - من الأدب السلوفاكي، أخبار الأدب 5/2007 (رواية، عن السلوفاكية)
- رجل بقلب صناعي، يان هروشفسكي، دار سفنكس للنشر، 2009 (رواية، عن السلوفاكية)
- قصص من قلب أوروبا، مختارات. وكالة سفنكس للنشر، 2009 (عن التشيكية والسلوفاكية)
- ممنوع اللمس، مجموعة قصصية، وكالة سفنكس، 2010 (مختارات قصصية عن السلوفاكية)
- خلف طاحونة الجبل، قصص من الأدب السلوفاكي، دار العربي للنشر،2012 (مختارات قصصية عن السلوفاكية)
- قوة المستضعفين، فاتسلاف هافل، دار العربي للنشر،2012 (دراسة سياسية، عن التشيكية)
- الإنسان الآلي، كارل تشابك، وكالة سفنكس للنشر، 2010 (مسرحية، عن التشيكية)
- امرأة للبيع، أورشولا كوفاليك، دار العربي للنشر، (رواية، عن السلوفاكية)
- فرانز كافكا، الأعمال الكاملة، الجزء الأول والثاني، العربي للنشر، 2014 (مختارات قصصية، عن التشيكية)
- سرادق طائر البطريق (آباء وأبناء)، إميل هاكل، العربي للنشر، 2014 (رواية، عن التشيكية)
- السفينة الخامسة، فيرونيكا كومبانيكوفا، صفصافة للنشر، 2014 (رواية، عن السلوفاكية)
- أوروبيانا، مختصر تاريخ القرن العشرين، باتريك أرشادنيك، العربي للنشر، 2014 (عن التشيكية)
- مختارات من الشعر السلوفاكي المعاصر، المركز القومي للترجمة، 2015
- حماة الوطن، بترا هولوفا، العربي للنشر، 2015 (رواية عن التشيكية)
- ديتوكس، سوزانا برابتسوفا، العربي للنشر، 2015 (رواية عن التشيكية)
- أغبياء في السياسة، يوسف باناش، صفصافة للنشر، 2015 (مقالات سياسية)
- حدث في كراكوف، بيترا هولوفا، 2015.
- مقهى هيانا، يانا بينوفا، 2016.
- كل هذا ملكي.. أنا (رواية)، بيترا هولوفا، 2016.[2]
- راقصة الخيل (رواية)،  أورشولا كوفاليك، 2017.
- ديتوكس، سوزانا برابتسوفا، 2017.
- البحيرة (رواية)، بيانكا بيلوفا، 2018.
- عام اللؤلؤ (رواية)، سوزانا برابتسوفا، 2018.[3]
- حدث بالفعل (رواية)، إميل هاكل، 2018.[4]
- موسم الهجرة إلى الجنوب (رواية)، مارتن فوبينكا، 2019.[5]
- حكايات من براغ (قصص)، يان نيرودا، 2019.
- دروس في الرقص للمسنين (رواية)، بوهوميل هرابال، 2019.[6]
- خدمت ملك إنجلترا (رواية)، بوهوميل هرابال، 2020.[7]
- رسالة حب بخط مسماري (رواية)،  توماش زميشكال، 2020.[8]
- ألويس نيبيل: الغدير الأبيض، ياروسلاف روديش، 2021.
- ألويس نيبيل 2: محطة القطارات المركزية، ياروسلاف روديش، 2022.
- ألويس نيبيل 3: جبال الذهب، ياروسلاف روديش، 2022.
- ثعلبة في ثوب امرأة (رواية)،  يرشي كراتوخفيل، 2022.
- موت فتاة (رواية)، لوتسيا فاولاروا، 2022.
- لواقط الغبار (رواية)، لوتسيا فاولاروفا، 2023

## الأنشطة العلمية
- الصوفية. طريق الكمال. برنامج إذاعي في الإذاعة السلوفاكية عن الأدب الصوفي 2010.
- وجه الفعل التشيكي مرادفاتة في اللغة العربية. مؤتمر دولي بمناسبة مرور 650 عاما على تأسيس جامعة تشارلز – براغ 1998.
- التعبير عن الأبعاد الزمنية في اللغة التشيكية والعربية – ظرف الزمان متى. الاختلاف والغرابة في اللغة والأدب. مؤتمر دولي، أوستي ناد لابم، جمهورية التشيك 1999
- دراسة في المجالات الدلالية الفرعية في اللغة التشيكية والعربية. البحث العلمي وتعليم اللغات. مؤتمر دولي بهراديتس كرالوفي 2007
- اللغة العربية وتحديات القرن الواحد والعشرين. الشرق الأوسط في العالم المعاصر2008. مؤتمر دولي. بلزن 2008.
- الترجمة بين التواصل الثقافي والهوية – في الترجمة التشيكية والسلوفاكية من اللغة العربية. مؤتمر الأدب والترجمة وتواصل الثقافات – مؤتمر دولي بالمعهد العالي للغات بمدينة الثقافة والعلوم – السادس من أكتوبر 2009.
- مدخل إلى نظرية الترجمة الفورية. مجلة الألسن للترجمة. العدد السابع. يناير- يونيه 2007، صفحة 38-42
- اللغة العربية عند مفترق الطرق. مجلة نوفي أورينت. أكاديمية العلوم التشيكية. العدد 63. 3 / 2008